# Marattia douglasii
Marattia douglasii är en kärlväxtart som först beskrevs av Presl, och fick sitt nu gällande namn av Bak. Marattia douglasii ingår i släktet Marattia och familjen Marattiaceae. Inga underarter finns listade i Catalogue of Life.